# Canoagem nos Jogos Pan-Americanos de 2019 - C-2 1000 m masculino
A competição do C-2 1000 metros masculino foi um dos eventos da canoagem nos Jogos Pan-Americanos de 2019. Foi disputada no Parque Natural Albúfera de Medio Mundo, em Huacho, no Peru no dia 27 de julho.

## Calendário
Horário local (UTC-5).
| Data        | Horário | Fase  |
| ----------- | ------- | ----- |
| 27 de julho | 13:10   | Final |

## Medalhistas
| Ouro   | CUB Serguey Torres e Fernando Jorge      |
| Prata  | CAN Craig Spence e Drew Hodges           |
| Bronze | MEX Guillermo Quirino e Rigoberto Camilo |

## Resultado final
A prova foi realizada dia 29 de julho às 11:45. 
| Pos.              | Canoísta                              | País          | Tempo    |
| ----------------- | ------------------------------------- | ------------- | -------- |
| Medalha de ouro   | Serguey Torres Fernando Jorge         | CUB Cuba      | 3:32.276 |
| Medalha de prata  | Craig Spence Drew Hodges              | CAN Canadá    | 3:35.646 |
| Medalha de bronze | Guillermo Quirino Rigoberto Camilo    | MEX México    | 3:37.726 |
| 4                 | Edward Paredes Jose Solano            | VEN Venezuela | 3:56.523 |
| 5                 | Daniel Leon Cristhian Sola            | ECU Equador   | 4:21.378 |
| –                 | Erlon de Souza Silva Isaquias Queiroz | BRA Brasil    | DNF      |